# Werderlandtrasse

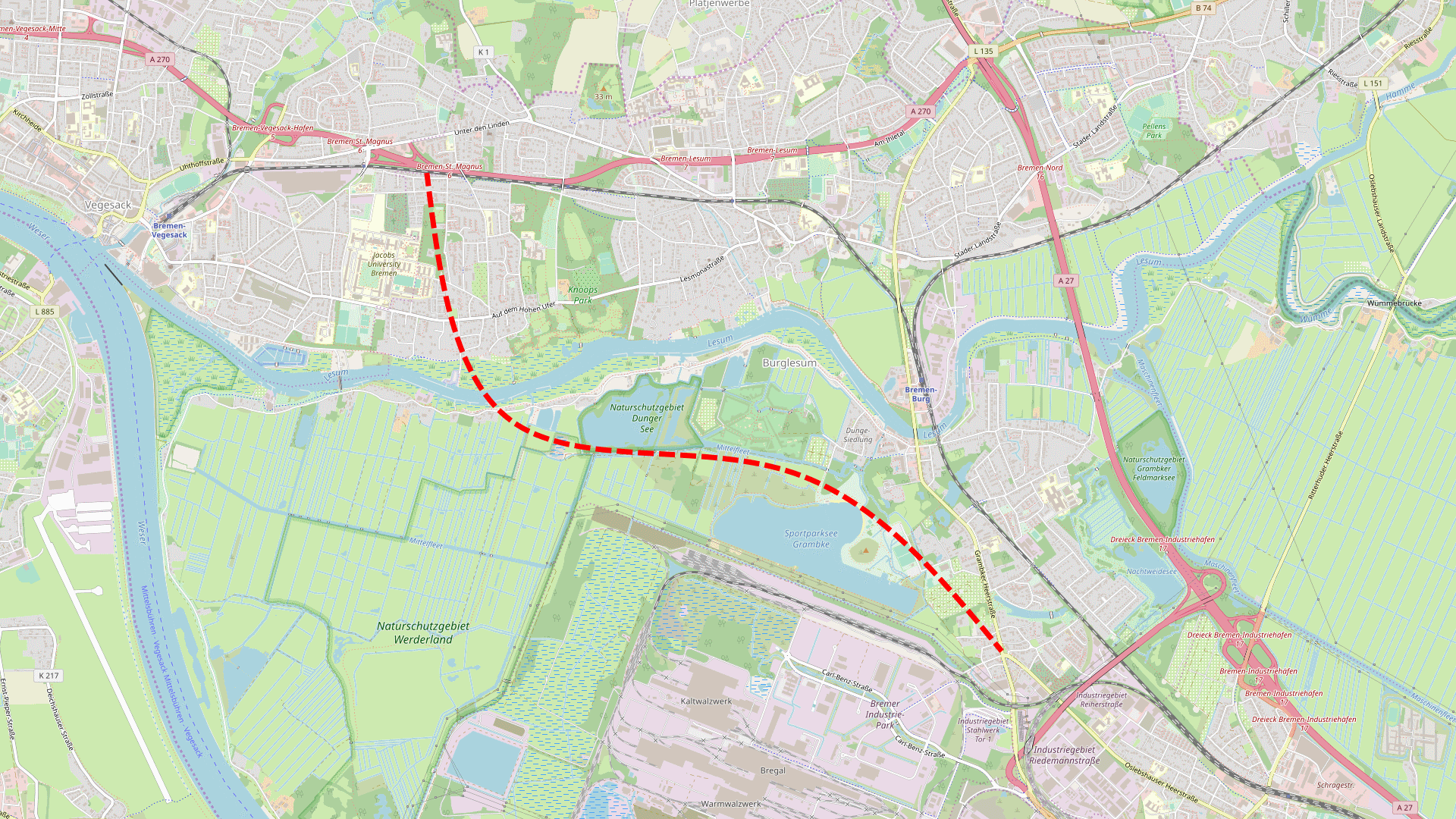
Ungefährer Verlauf der geplanten Werderlandtrasse

Die Werderlandtrasse (auch Werderlandstraße) ist ein nicht realisiertes Bauvorhaben für eine Umgehungsstraße in Bremen. Sie sollte die in Ost-West-Richtung verlaufenden Hauptstraßen in Bremen-Nord an den Heerstraßen-Zug in Richtung Bremer Innenstadt anbinden. Dabei sollte innerhalb Bremens eine dritte Lesumquerung neben der Brücke der Blocklandautobahn (Bundesautobahn 27) und der Bremen-Burger Lesumbrücke geschaffen werden.

## Planung und Verlauf
Schon 1943 war im Raumordnungsplan Bremen neben anderen möglichen Bauprojekten ein Straßenneubau durch das Werderland skizziert worden. Ein westlicher Abzweig sollte über einen Tunnel auf die andere Weserseite führen. In der 1959 veröffentlichten Übersicht des geplanten Straßenausbaus in Bremen ist eine Straße durch das Werderland nur angedeutet. Eine detailliertere Planung der Werderlandtrasse wurde 1971 vom Bremer Bausenator Hans Stefan Seifriz im Rahmen des „Stadtentwicklungsprogramms Bremen“ präsentiert. Die Werderlandtrasse sollte von der im Aufbau befindliche Schnellstraße in Bremen-Nord (damals Bundesstraße 74, heute Bundesautobahn 270) durch den Bremer Stadtteil Burglesum und dessen Ortsteile St. Magnus, Werderland und Burg-Grambke zur Grambker Heerstraße führen. Da die Bevölkerungszahlen in Bremen in den Jahren zuvor stark angestiegen waren und der Kraftfahrzeugverkehr stetig zunahm, wurde der Aus- und Neubau des Straßensystems als einzige Lösung gesehen, bei einem weiteren Wachtum der Stadt einen leistungsfähigen Straßenverkehr sicherzustellen. 

## Abbruch der Planung
Ende der 1970er Jahre wurde die Planung aufgegeben, da die Bevölkerungszunahme Bremens geringer ausfiel als prognostiziert und der Bau zusätzlicher Straßen nicht mehr nötig erschien. Stattdessen wurde der öffentliche Personennahverkehr ausgebaut.

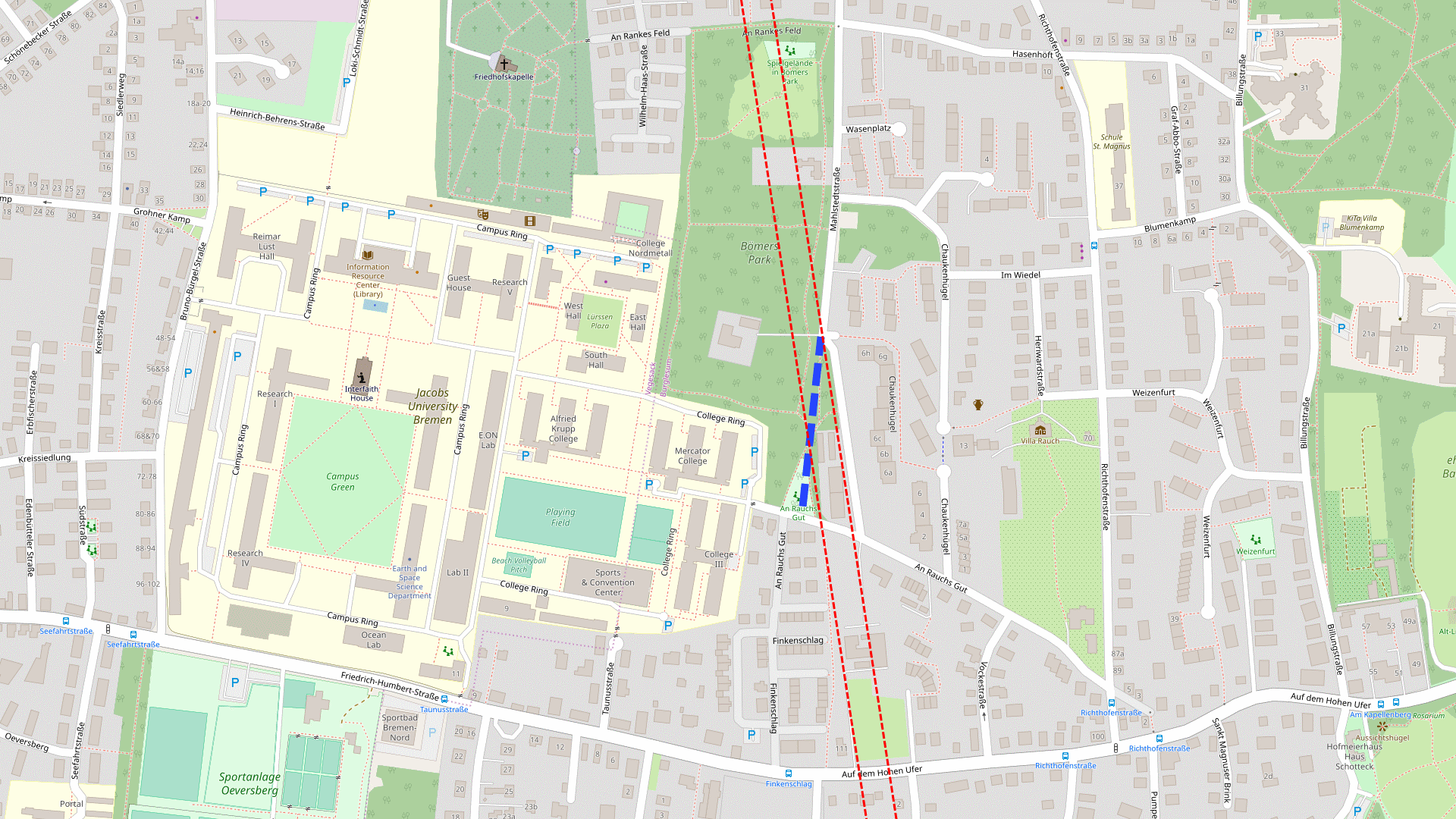
Ehemaliger südlicher Abschnitt der Mahlstedtraße (blau) und die geplante Werderlandtrasse (rot).

Die Anschlussstelle St. Magnus der A 270 wurde zunächst als Teilanschlussstelle ausgeführt und sollte später als Anbindung an die Werderlandtrasse ausgebaut werden. Erst 2013 wurde sie zur vollwertigen Anschlussstelle der A 270 erweitert. Die im Ortsteil St. Magnus über Jahrzehnte für die Trasse freigehaltenen Flächen wurden inzwischen größtenteils bebaut. Heute erinnert nur noch die Verschwenkung des südlichen Teilstücks der „Mahlstedtstraße“ an den geplanten Trassenverlauf. 